# Żółw oliwkowy
Żółw oliwkowy (Lepidochelys olivacea) – gatunek gada z rodziny żółwi morskich (Cheloniidae), najmniejszy z całej rodziny. Jest najliczniejszym żółwiem na świecie i jednym z najbardziej wykorzystywanych przez ludzi (polowania, handel jajami).
Żółw oliwkowy ma najbardziej zaokrąglony karapaks spośród żółwi morskich, często jest on szerszy niż dłuższy. Podobnie jak inne żółwie morskie, składa jaja na plażach, jednak nie robi tego w pojedynkę, a w bardzo licznych grupach. Jest głównie mięsożercą, czasami odżywia się również pokarmem roślinnym w zależności od dostępności pożywienia. Pomiędzy okresami godowymi i lęgowymi odbywa długie migracje, często przekraczające kilka tysięcy kilometrów. Żółwie oliwkowe występują w Oceanie Atlantyckim, Indyjskim i Spokojnym.

## Etymologia i taksonomia nazwy
Pierwszy opis naukowy sporządził w 1829 roku Johann Friedrich von Eschscholtz – niemiecki zoolog i entomolog. Łacińska nazwa gatunkowa odnosi się do karapaksu o kolorze oliwkowym. Stąd także polska nazwa gatunkowa. Nazwa rodzajowa pochodzi z greki i oznacza „łuskowanego żółwia”. Żółw oliwkowy jest jednym z dwóch gatunków rodzaju Lepidochelys oraz jednym z sześciu obecnie żyjących przedstawicieli rodziny Cheloniidae.

## Anatomia i morfologia
Młode osobniki są barwy szarej lub szarobrązowej, która z wiekiem przechodzi w oliwkowo-zieloną. Kolor ten jest źródłem zarówno polskiej nazwy zwyczajowej, jak i naukowej. Na kolistym karapaksie, zazwyczaj nie przekraczającym 70 cm długości, umieszczone jest od 6 do 9 rogowych tarcz żebrowych, których liczba może być asymetryczna. Karapaks posiada również 5 par przybrzeżnych płyt oraz 3 lub 4 krawędziowe, z tyłu ostro zakończone. Łączenia między nimi są stosunkowo gładkie. Spód żółwia jest zazwyczaj żółtawy lub zielono-żółty. Głowa w porównaniu do małej skorupy wydaje się nieproporcjonalnie duża. Masa dorosłego osobnika nie przekracza 45 kilogramów.

## Występowanie

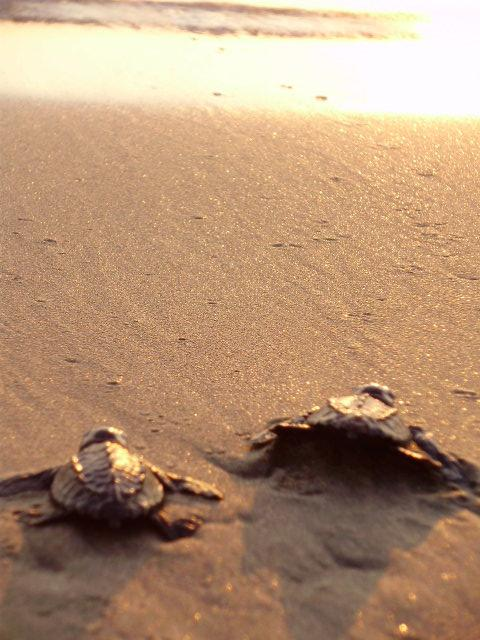
Młode żółwie oliwkowe

Żółwia oliwkowego można spotkać zazwyczaj w tropikalnych wodach Oceanu Spokojnego, Indyjskiego i na południu Atlantyku. Gady te odbywają długie migracje, przebywając pomiędzy sezonami godowymi, nierzadko ponad 4 tysiące kilometrów. Zazwyczaj przebywają na otwartych wodach strefy pelagialnej o głębokości dochodzącej do 3000 metrów, choć obserwuje się je czasem również w płytkich wodach przybrzeżnych. Plaże indyjskiego stanu Orisa są jednym z miejsc, w których żółwie oliwkowe składają jaja. Plaże Devi, Gahirmatha i Rushikulya są pełne żółwi w okresie godowym. Również na plażach stanu Tamil Nadu i wyspy St. Martin zaobserwowano żółwie oliwkowe składające jaja. Innym odwiedzanym przez te żółwie miejscem jest 20-kilometrowa plaża w indyjskim stanie Kerala rozciągająca się od Pavyoli od ujścia rzeki Kottapuzham, 45 km na północ od miasta Kalkuta. Co roku zjawiają się tam setki, a nawet tysiące żółwi. Mniejsze arribadas odbywają się również na zachodzie Meksyku, w Gwatemali, Wenezueli, Francuskiej Gujanie, Surinamie, Kongu, Angoli, Malezji, Pakistanie oraz Sri Lance.

## Rozmnażanie
Jak większość żółwi morskich, również żółw oliwkowy posiada dużą skorupę chroniącą go przed drapieżnikami głównie podczas składania jaj na plażach. Żółwie te osiągają dojrzałość płciową średnio po 12–15 latach, od tego czasu co rok samice pojawiają się na plażach w ogromnych skupiskach zwanych po hiszpańsku arribadas. Masowe wizyty żółwic na plażach powtarzają się od dwóch do siedmiu razy w czasie jednego sezonu lęgowego trwającego od stycznia do marca. Pojawianie się ich w licznych skupiskach ma związek z zapewnieniem potomstwu większych szans na przetrwanie pierwszych chwil życia między wykluciem i dotarciem do wody. 
Każda z samic wykopuje średnio od dwóch do czterech gniazd i składa w każdym do 100 jaj. Nierzadko żółwie wybierają do budowy gniazd małe i wąskie plaże – przy nadmiernej ciasnocie samice wzajemnie niszczą sobie jaja, czasem także rozkopują cudze gniazda by założyć własne. Młode wylęgają się po około 50–60 dniach. Po wykluciu mierzą około 3,5–4 cm i ważą do 30 g. Natychmiastowo po wydostaniu się z gniazda kierują się w stronę morza. Żółwie powracają w miejsce, w którym przyszły na świat, by dać życie kolejnemu pokoleniu.

## Pokarm
Żółwie oliwkowe są wszystkożerne, żywią się zarówno homarami, krabami, małymi krewetkami, rybami i ślimakami, jak i algami oraz innym pokarmem roślinnym. Czasami również polują na meduzy w płytkich wodach przybrzeżnych, zazwyczaj jednak żywią się z dala od brzegu, przy czym schodzą na głębokość nawet 150 metrów.

## Wielkość populacji

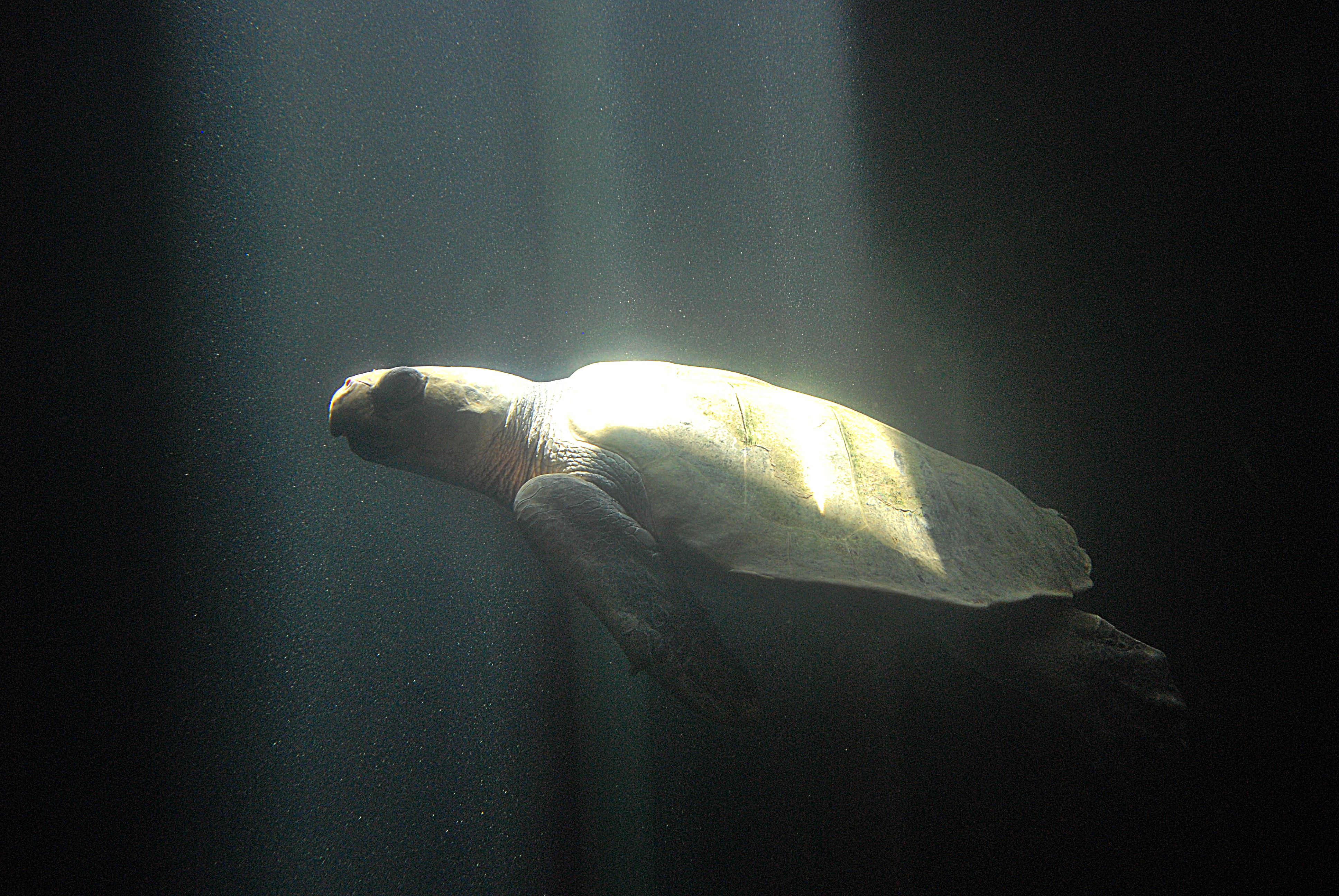
Samiec z akwarium w Mazunte

Degradacja żółwich gniazd, polowania oraz rybołówstwo w ogromnym stopniu przyczyniły się do spadku populacji żółwia oliwkowego. Mimo to, jest to najliczniejszy żółw na Ziemi, a przy tym również najbardziej wykorzystywany przez ludzi. Według Grupy Specjalistów ds. Żółwi Morskich (MTSG) z Międzynarodowej Unii Ochrony Przyrody (IUCN), liczebność ich populacji spadła o ponad 50% od lat 60. XX wieku, choć w niektórych miejscach zanotowano duży wzrost. Od 1967 roku populacje składające jaja na wybrzeżach Oceanu Atlantyckiego (Surinamu, Gujany i Gujany Francuskiej) zmniejszyły się o ponad 80%. Brak jednak danych ze wschodnich brzegów Atlantyku. Wzdłuż całego zachodniego wybrzeża Afryki, miejscowe ludy regularnie żywią się jajami i żółwim mięsem. Działalność ta prowadzona jest jednak na zbyt niską skalę, by zauważalnie zaszkodzić światowej populacji.
Przed rokiem 1950 roczne ilości gniazd żółwia oliwkowego na pacyficznych wybrzeżach Meksyku przekraczały nieraz ponad dziesięć milionów. W latach 60. XX wieku rozwój rybołówstwa i zbieranie jajek na tych terenach przyczyniło się do znacznego obniżenia liczby zakładanych gniazd. Przez kolejne 20 lat odbywały się jedynie pojedyncze arribadas, jedynie na plażach La Escobilla. W Gwatemali liczba gniazd zmniejszyła się o około 34% w latach 1981–1997. Największe masowe przybycia miały miejsce jednak na indyjskiej plaży Gahirmatha w stanie Orisa. Od 2002 do 2007 roku w Gahirmatha odbyły się tylko 2 arribadas. Spadek populacji żółwi oliwkowych miał miejsce również na plażach Bangladeszu, Mjanmy, Malezji i Pakistanu. W szczególności ucierpiało gniazdowisko w malezyjskim stanie Terengganu, gdzie liczba przybywających samic zmniejszyła się z około tysiąca do kilkunastu rocznie.

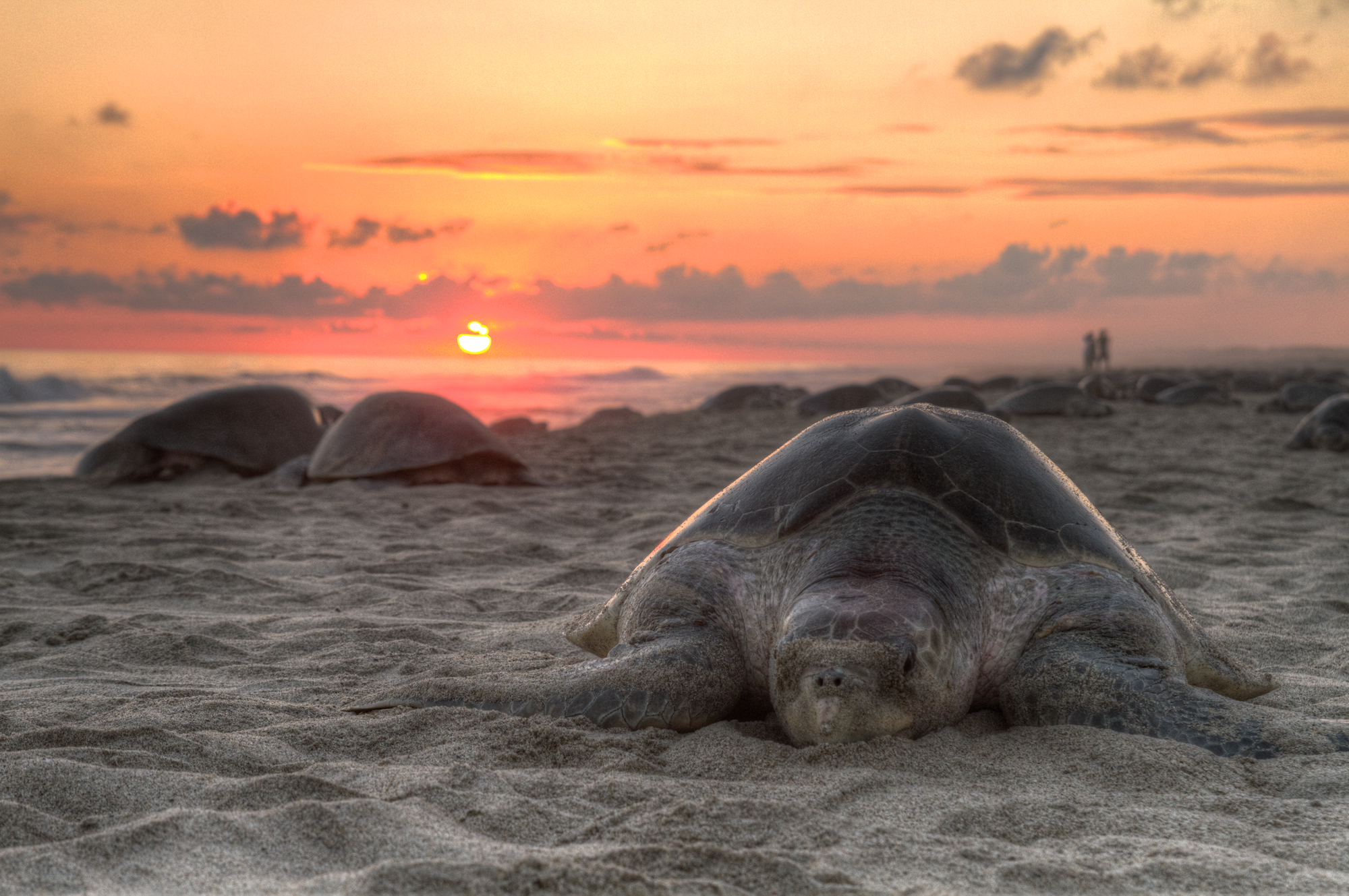
Samica na plaży

W niektórych miejscowych populacje liczebność jednak wzrasta. W brazylijskim stanie Sergipe ścisła ochrona żółwich gniazdowań  doprowadziła do dużego wzrostu ich liczebności w ciągu 20 lat. Także w meksykańskim La Escobilla, dzięki zakazowi żółwich polowań w 1990 roku ich populacja znacznie się powiększyła. Ilość gniazd żółwia oliwkowego z 50 tysięcy w 1988 roku wzrosła do ponad 700 tysięcy w 1994 roku, a w 2000 osiągnęła ponad milion okazów. W 2007 roku na plaże Gahirmatha przybyło aż 130 tysięcy żółwi. Jednak mimo ochrony, wciąż zmniejsza się populacja żółwi oliwkowych w Atlantyku. Inaczej jest w wodach Pacyfiku, gdzie odnotowuje się wzrost ich liczebności. Notowane są też przypadki pojawiania się lęgów tych żółwi w nowych miejscach, np. nad Morzem Czerwonym w Erytrei.

## Ochrona

### Zagrożenia

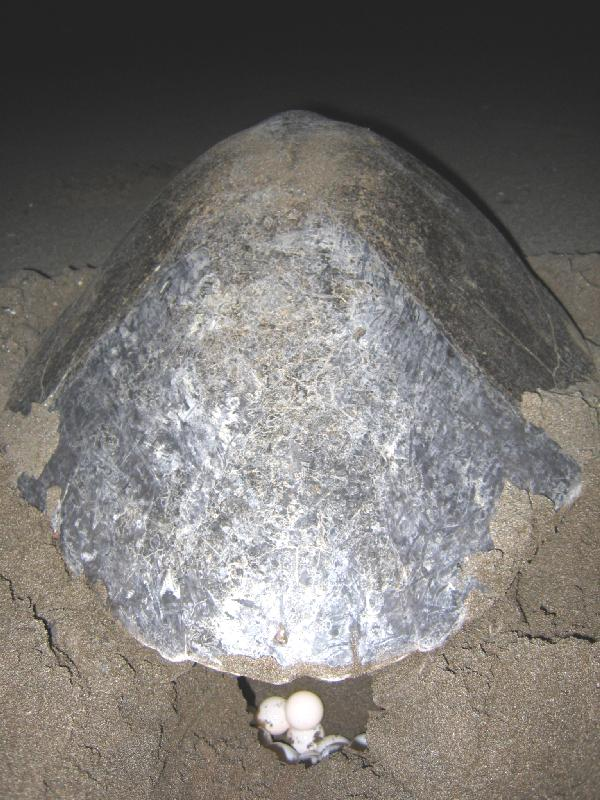
Samica składająca jaja

Poławianie ryb i krewetek na dużą skalę jest jednym z największych zagrożeń czyhających na żółwie. Gady te zaplątują się w sieci i podczas długiego ciągnięcia za łodzią rybacką, duszą się i toną. Innymi zagrożeniami są kłusownictwo, zabudowa plaż i ich zanieczyszczenie. Prawdopodobnie największy problem stanowi zbieranie jaj do celów konsumpcyjnych na skale handlową, często jaja konfiskowane są przez straże graniczne. Największy udaremniony przemyt miał miejsce w październiku 1996 roku w Meksyku, gdzie zatrzymano ciężarówkę wiozącą ponad 50 tysięcy jaj zebranych tylko na jednej plaży.
Duże porty takich firm jak TATA Steel i POSCO oraz rozbudowa instalacji portowych, związanych z transportem gazu LNG, stanowią duże niebezpieczeństwo dla tych stworzeń. W swojej obronie firma TATA Steel (port Dhamra) wykazała, że na terenie ich portu nie wykazano obecności żółwi. W 2000 roku National Environment Appellate Authority przeprowadziło badania czystości obszaru portu i okolicznych wód. NEAA wykazała, że port pomaga chronić środowisko i zrzesza się z innymi organizacjami ochraniającymi tamtejszą przyrodę. Jednakże, pewna liczba narodowych i międzynarodowych organizacji ekologicznych uznała, że port, poprzez bliskość do dwóch obszarów chronionych, stanowi niedopuszczalne ekologiczne zagrożenie. Nie mniej niż 5 km od portu znajduje się rezerwat Bhitarkanika, jeden z największych indyjskich lasów namorzynowych. Także nie dalej niż 15 km od niego znajdują się odwiedzane przez żółwie plaże rezerwatu Gahirmatha. Organizacja Greenpeace z dr. Paulem Johnstonem i dr. Davidem Santillo na czele zaprzeczają wcześniejszym badaniom, twierdząc między innymi, że są dowody na obecność żółwi w wodach otaczających port. Nie tylko żółwie oliwkowe są zagrożone, dotyczy to także skrzypłoczy oraz innych zagrożonych gatunków gadów i płazów, w tym ziemnowodnego gatunku żaby Fejervarya cancrivora. Do dzisiaj spór ten nie został rozstrzygnięty.
Innym zagrożeniem jest sama natura. Przykładowo na plaży la Escobilla w Meksyku, huragan Paulina zniszczył w 1997 roku ponad pół miliona gniazd, co odpowiada 40 milionom jaj i 10 milionom młodych żółwi oliwkowych.
Do niedawna jaja, jak i młode żółwie były pożerane przez bezdomne psy, szakale oraz zbierane przez ludzi. Z czasem mieszkańcy terenów odwiedzanych przez żółwie zaczęli się nimi interesować, co zapoczątkowało ich ochronę. W różnych miejscach istnieją organizacje zrzeszające ochotników, chroniących żółwie w sezonie godowym i lęgowym. Złożone jaja są zbierane i umieszczane w specjalnych wylęgarniach. Gdy nadchodzi odpowiedni czas, pomagają również małym żółwikom dotrzeć spokojnie do wody, odstraszając przy tym ptaki, kraby i inne drapieżniki.

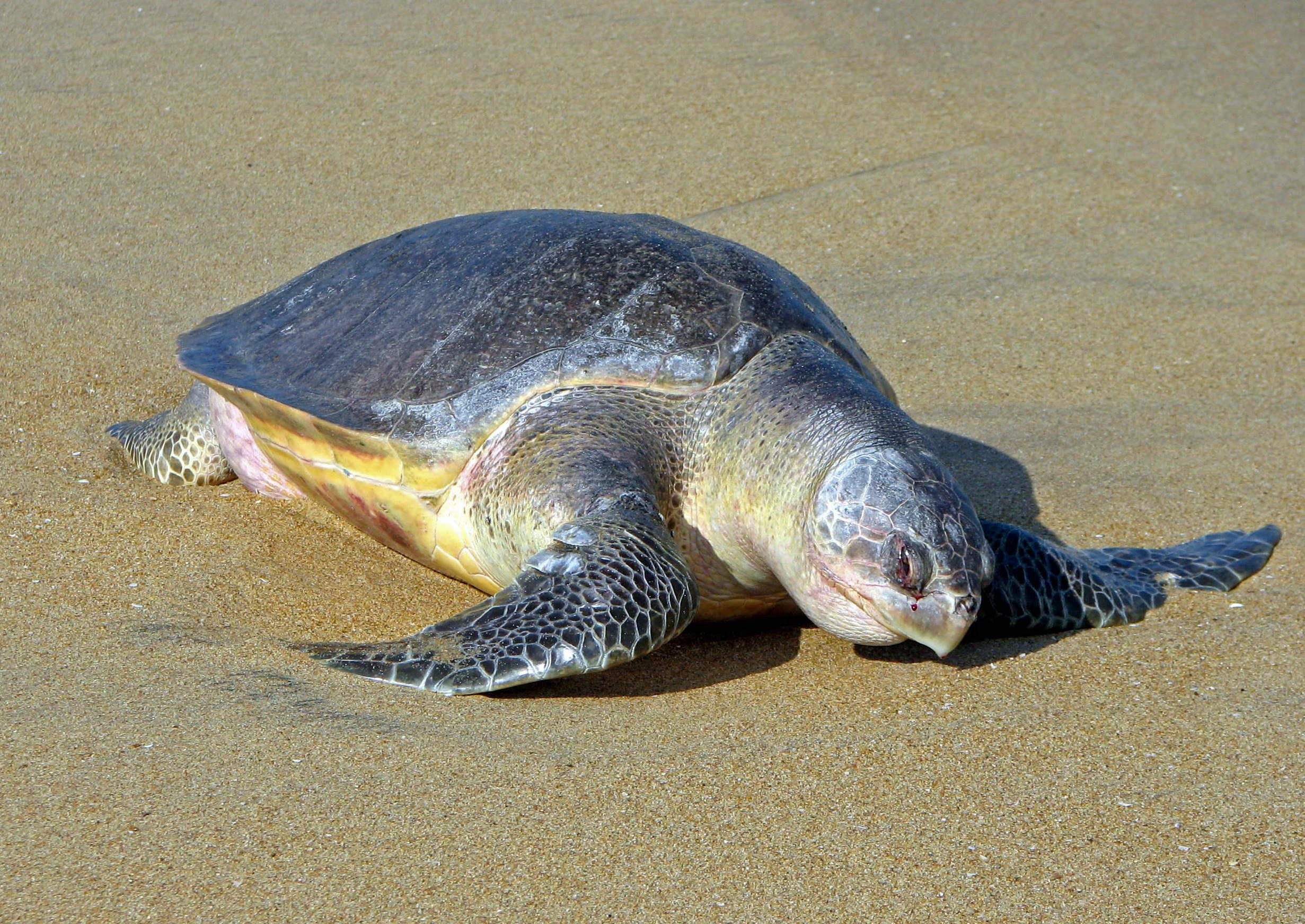
Ranny żółw oliwkowy

W latach 1982–1983 morze wyrzuciło ponad 7 tysięcy żółwich zwłok na 15-kilometrową plażę podczas okresów gniazdowań. Pomiędzy 1993 a 1999 rokiem doliczono się około 46 tysięcy martwych żółwic na plażach stanu Orisa, z czego w samym sezonie 1997–1998 aż 13 575 sztuk, a pod koniec 1999 roku kolejnych 10 tysięcy. Winą za te przypadki masowego padania żółwi obarcza się ludzi poławiających krewetki, którzy w sieciach swych topią żółwie. Kolejne zwłoki 252 żółwi odkryto 17 lutego 2002 roku na indyjskiej plaży Gundalba. Także wokół Centralnej Ameryki odnajduje się martwe żółwie, średnio 60 tysięcy rocznie, z czego większość stanowią właśnie żółwie oliwkowe.

### Status zagrożenia
Żółw oliwkowy jest uznawany w Czerwonej Księdze IUCN za gatunek narażony na wyginięcie (ang. vulnerable – VU), a przez australijski Environment Protection and Biodiversity Conservation Act w 1999 i Queensland's Nature Conservation Act w 1992 – za gatunek zagrożony.

### Ochrona międzynarodowa
Gatunek ten jest objęty załącznikiem I konwencji waszyngtońskiej (CITES) i aneksem A UE.